# Zrinko Ogresta
Zrinko Ogresta (Virovitica, 5. listopada 1958.) je hrvatski scenarist i filmski redatelj, doktor umjetnosti i redoviti profesor filmske režije na zagrebačkoj Akademiji dramske umjetnosti te član Europske filmske akademije sa sjedištem u Berlinu.
Ogresta je autor cjelovečernjih igranih filmova intimističko-psihološke orijentacije koji su prikazivani i nagrađivani na uglednim međunarodnim i ovdašnjim festivalima (Berlin, Venecija, Karlovy Vary, London, Montpellier, Haifa, Denver, Milano, Pula, itd.). Osobito se ističu nominacija za Europsku filmsku nagradu u kategoriji debitantskog filma za film "Krhotine", najuglednija svjetska televizijska nagrada Prix Italia za film "Isprani", Srebrni kristalni globus na festivalu u Karlovym Varyma za film "Tu" i posebno priznanje na Berlinaleu za film S one strane.
Nagradu Vladimir Nazor za životno djelo dobio je 2024. godine.

## Djela

### Dugometražni igrani filmovi
- Krhotine (1991.)
- Isprani (1995.)
- Crvena prašina (1999.)
- Tu (2003.)
- Iza stakla (2008.)
- Projekcije (2013.)
- S one strane (2016.)
- Plavi cvijet (2021.)

### Kratkometražni igrani filmovi
- Vraćam se odmah (1984.), Zagreb film
- Zabranjena igračka (1985.), Zagreb film
- Konzerva (1986.), Zagreb film

### Dokumentarni filmovi
- Prizori s virovitičkog bojišta I, II, III (1991.), HTV
- Doli – krhotine moga djetinjstva (1992.), HTV

### TV-filmovi i TV drame
- Duet za jednu noć (1983.), tv-film, TV Zagreb
- Dvije karte za grad (1983.), tv-drama, TV Zagreb
- Posjet (1985.), tv-drama, TV Zagreb
- Olujna noć (1987.), tv-film, TV Zagreb
- Tečaj plivanja (1988.), tv-film, TV Zagreb
- Leo i Brigita (1989.), tv-film, TV Zagreb
- Milijun dolara (1990.), tv-film, HTV

### Namjenski filmovi i spotovi
- Ne dirajte mi ravnicu (1991.), glazbeni spot, HTV
- Hrvatska – Mediteran kakav je nekad bio (2006.), namjenski, HTZ & 4 FILM

### Animirani film
- Lift (2006.),  4 FILM & ZAGREB FILM

### Studentski radovi na Akademiji dramske umjetnosti
- Nikola (1978.), dokumentaristička vježba 1. god.
- Intermezzo (1979.), dokumentaristički film, 2. god.
- Želite li čaj? (1980.), kratki igrani film, 3. god.
- Izlaz za nuždu (1981.), srednjemetr. igrani film, 4. god
- Neprijatelji (1981.), tv drama, 4. god.

## Glumačke suradnje
Zrinko Ogresta često surađuje s istim glumcima. Glumci s kojima najčešće surađuje su Ivo Gregurević, Vinko Kraljević i Ksenija Marinković. 

#### Glumci
| Glumci                | Krhotine (1991) | Isprani (1995) | Crvena prašina (1999) | Tu (2003) | Iza stakla (2008) | Projekcije (2013) | S one strane (2016) | Plavi cvijet (2021) |
| --------------------- | --------------- | -------------- | --------------------- | --------- | ----------------- | ----------------- | ------------------- | ------------------- |
| Ivo Gregurević        | ✘               | ✘              | ✘                     | ✘         |                   |                   |                     |                     |
| Filip Šovagović       | ✘               | ✘              |                       |           |                   |                   |                     |                     |
| Marica Vidušić        | ✘               |                | ✘                     |           | ✘                 |                   | ✘                   |                     |
| Žarko Savić           | ✘               |                | ✘                     |           |                   |                   |                     |                     |
| Vanja Drach           | ✘               |                |                       |           | ✘                 |                   |                     |                     |
| Mesud Dedović         |                 | ✘              | ✘                     | ✘         |                   |                   |                     |                     |
| Vinko Kraljević       |                 | ✘              | ✘                     | ✘         |                   | ✘                 | ✘                   |                     |
| Božidarka Frajt       |                 | ✘              | ✘                     | ✘         | ✘                 |                   |                     |                     |
| Josip Kučan           |                 | ✘              | ✘                     |           |                   |                   |                     |                     |
| Slaven Knezović       |                 | ✘              | ✘                     | ✘         |                   |                   |                     |                     |
| Mira Bosanac          |                 | ✘              |                       |           | ✘                 |                   | ✘                   | ✘                   |
| Ivan Brkić            |                 |                | ✘                     | ✘         | ✘                 |                   | ✘                   |                     |
| Ksenija Marinković    |                 |                | ✘                     |           | ✘                 | ✘                 | ✘                   |                     |
| Marija Tadić          |                 |                |                       | ✘         | ✘                 |                   | ✘                   |                     |
| Bojan Navojec         |                 |                |                       |           | ✘                 | ✘                 |                     |                     |
| Anja Šovagović Despot |                 |                |                       |           | ✘                 |                   |                     | ✘                   |
| Doris Šarić-Kukuljica |                 |                |                       |           |                   | ✘                 |                     | ✘                   |
| Ivana Buljan          |                 |                |                       |           |                   |                   | ✘                   | ✘                   |
| Alen Liverić          |                 |                |                       |           |                   |                   | ✘                   | ✘                   |

## Vanjske poveznice
- Zrinko Ogresta u internetskoj bazi filmova IMDb-u (engl.)